# گروه پی‌آی‌ای‌اس
گروه پی‌آی‌ای‌اس (انگلیسی: PIAS Group) یک شرکت بلژیکی است که در نشر موسیقی مستقل، صدور مجوز، توزیع، فروش و بازاریابی تخصص دارد.